# Mohamed Rashwan
Mohamed Ali Rashwan (né le 16 janvier 1956 à Alexandrie) est un judoka égyptien. Il participe aux Jeux olympiques d'été de 1984 dans l'épreuve des poids toutes catégories et remporte la médaille d'argent.
En 1984, il perdit la finale face au Japonais Yasuhiro Yamashita, qui s'est déchiré le muscle du mollet droit lors des préliminaires. Rashwan a déclaré qu'il ne visait pas la jambe droite de Yamashita parce qu'il ne considérait pas cela comme un jeu équitable, et a ensuite reçu un prix du Comité International du Fairplay. Le judoka avait notamment expliqué que "cela aurait été contre ses principes" et que son refus de tirer avantage de la blessure de son adversaire était motivé par des principes religieux, mais qui pourrait également s'interpréter comme un respect de l'ancien code d'honneur des arts martiaux japonais.
Il intègre le IJF Hall of Fame en 2013.

## Palmarès

### Jeux olympiques
- Jeux olympiques de 1984 à Los Angeles,  États-Unis
  -  Médaille d'argent toutes catégories

### Championnats du monde
- Championnats du monde 1987 à Essen,  Allemagne de l'Ouest
  -  Médaille d'argent des plus de 95 kg
- Championnats du monde 1985 à Séoul,  Corée du Sud
  -  Médaille d'argent toutes catégories

### Jeux africains
- Jeux africains de 1991 au Caire,  Égypte
  -  Médaille d'or toutes catégories
  -  Médaille d'argent des plus de 95 kg
- Jeux africains de 1987 à Nairobi,  Kenya
  -  Médaille d'or des plus de 95 kg

### Championnats d'Afrique
- Championnats d'Afrique 1990 à Alger,  Algérie
  -  Médaille d'or des plus de 95 kg
- Championnats d'Afrique 1989 à Abidjan,  Côte d'Ivoire
  -  Médaille d'or des plus de 95 kg
- Championnats d'Afrique 1985 à Tunis,  Tunisie
  -  Médaille d'or des plus de 95 kg
- Championnats d'Afrique 1983 à Dakar,  Sénégal
  -  Médaille d'or des plus de 95 kg

### Jeux méditerranéens
- Jeux méditerranéens de 1991 à Athènes,  Grèce
  -  Médaille d'or des plus de 95 kg
- Jeux méditerranéens de 1987 à Lattaquié,  Syrie
  -  Médaille d'or des plus de 95 kg
  -  Médaille d'or toutes catégories
- Jeux méditerranéens de 1983 à Casablanca,  Maroc
  -  Médaille de bronze des plus de 95 kg

### Jeux de la Francophonie
- Jeux de la Francophonie de 1989 à Casablanca,  Maroc
  -  Médaille d'or des plus de 95 kg